# Maria Ozawa
Maria Ozawa (小澤マリア?, Ozawa Maria; Hokkaidō, 8 gennaio 1986) è un'attrice, ex attrice pornografica e AV idol giapponese.

## Biografia
È nata in Hokkaidō da madre giapponese e padre canadese. Ha dichiarato che la sua capacità nel leggere e scrivere in inglese è migliore rispetto al giapponese perché ha frequentato una scuola internazionale dalle elementari alle superiori. Durante gli anni della scuola ha praticato molto hockey e spesso andava a cantare al karaoke dopo gli studi. Ha dichiarato di aver avuto la sua prima esperienza sessuale a tredici anni.
Nel 2002, mentre era ancora studentessa, è apparsa in uno spot pubblicitario televisivo di 30 secondi per la "DARS Chocolate" insieme ai membri del gruppo pop giapponese KinKi Kids. La Ozawa ha dichiarato che, prima di debuttare come AV idol, aveva già usufruito di materiale pornografico: infatti aveva guardato il suo primo AV (Adult Video) a casa di un'amica e aveva letto alcune riviste pornografiche sempre insieme alla sua amica.

### Il debutto come AV Idol con la S1
Diversamente da molte altre AV Idol, la Ozawa non è stata scoperta da un talent scout. Una sua amica, che aveva lavorato come AV Idol, le chiese di entrare nell'industria pornografica giapponese e la Ozawa accettò. Nel 2005 ha cominciato a lavorare come modella con lo pseudonimo di Miyabi (みやび?) per il sito pornografico Shirouto-Teien.com, producendo foto hard e video di genere gonzo.
Successivamente ha firmato un contratto con l'etichetta "S1 No. 1 Style", ed il suo primo film con tale studio è stato New Face – Number One Style (新人×ギリモザ ナンバーワンスタイル?) diretto da Hideto Aki e pubblicato nell'ottobre del 2005. Uno dei suoi film con la S1, Hyper – Barely There Mosaic (ハイパーギリギリモザイク?), girato insieme alle AV Idol Sora Aoi, Yua Aida, Yuma Asami e Honoka, ha vinto l'AV Open 2006 (una competizione annuale che assegna premi ai migliori film pornografici giapponesi) posizionandosi al primo posto.

### Proseguimento della carriera con altri studi
Nel 2007 l'ultimo film della S1 in cui ha partecipato la Ozawa è stato S1 Dream Collection Super S Class Idol 4 Hours 2 (S1ドリームコレクション スーパーS級アイドル4時間！2?), pubblicato il 19 agosto, dopodiché la AV Idol ha lavorato con altre etichette interpretando vari generi pornografici: il rape (messa in scena dello stupro nei confronti dell'attrice), il BDSM, il creampie, l'urofilia e l'enema. Dal 2008 ha iniziato la collaborazione lavorativa con la Attackers (アタッカーズ), la Ran-maru e la DasDas (DAS).
Nel 2009, due film in cui ha partecipato hanno ottenuto un riconoscimento all'AV Grand Prix. La video compilation the QUEEN of DAS！, pubblicata dalla DAS il 22 novembre 2008, ha vinto il premio come miglior AV all'interno della categoria Violence, mentre Oral Venus (おしゃぶりVENUS?), pubblicato dalla "M's Video Group" il 22 novembre 2008, ha ottenuto il "premio speciale di 500 mila ¥" nella categoria Actress.

### Altre attività
Oltre agli AV, è stata anche attiva in altri campi dello spettacolo. Nel 2007 ha interpretato il ruolo di Anita (ｱﾆｰﾀ?) nel dorama Tokumei Kakarichou Tadano Hitoshi 3 (特命係長・只野仁 3?) trasmesso da TV Asahi. Ha partecipato al videoclip Summer Time in the D.S.C. del gruppo hip hop DS455. Nel 2009 ha debuttato nel mondo del cinema interpretando una modella nel film taiwanese Invitation Only (Jue ming pai dui).
Nel 2010 ha recitato nel film commedia indonesiano Kidnapping Miyabi (Menculik miyabi), distribuito il 6 maggio nelle sale cinematografiche. Il "Majelis Ulama Indonesia" (MUI), un organismo musulmano indonesiano, ha protestato per la presenza della AV Idol giapponese nel cast del film chiedendo di utilizzare un'attrice diversa che non abbia avuto esperienze nel mercato pornografico. Secondo Ma'ruf Amin, presidente del MUI, la Ozawa peggiora l'immagine dell'Indonesia nel mondo e lascia passare il messaggio che la nazione non riesce a produrre propri talenti.

## Vita privata
Dal 2017 al 2021 è stata legata sentimentalmente al cuoco e personaggio televisivo ispanofilippino Jose Sarasola.